# Campanula radicosa
Campanula radicosa là loài thực vật có hoa trong họ Hoa chuông. Loài này được Bory & Chaub. mô tả khoa học đầu tiên năm 1838.